# 第2步兵師 (德國國防軍)
第2步兵師（德語：2.Infanterie-Division）是威瑪共和國「防衛軍」、納粹德國「國防軍」的一個步兵師，曾參與過第二次世界大戰的波兰和法国战役。
該師於1937年予以摩托化，編為「第2摩托化步兵師」（德语：2. Infanterie-Division (mot.)），1941年1月10日改組為第12裝甲師，投入东线战场。